# Nobiltà norvegese

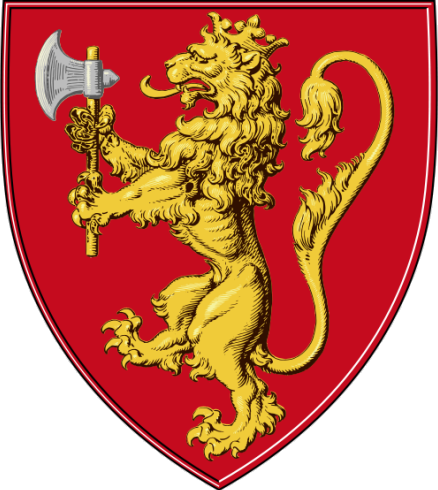
Armoriale del Regno di Norvegia.
Disegno: utenti Commons Ssolbergj

La Nobiltà norvegese è l'insieme di persone e famiglie che nei primi tempi appartenevano ai vertici della classe sociale, politica e militare e che più tardi furono membri della nobiltà istituzionalizzata nel Regno di Norvegia. Ha le sue radici storiche nel gruppo di capitribù e di guerrieri che si è evoluto prima dell'unificazione della Norvegia in un unico regno. Tuttavia, l'elevazione in tempi moderni di agricoltori e borghesi, come pure nobili stranieri, ha formato una nobiltà con membri che non hanno origine da queste classi di guerrieri antichi.
La vecchia nobiltà, che nel XIII secolo fu istituzionalizzata durante la formazione dello Stato norvegese, ha acquisito un grande peso politico nel Regno. Le loro terre e le loro forze armate, e anche il loro potere legale come membri del Consiglio del Regno, rese la nobiltà molto indipendente dal Re.
Al suo apice, il Consiglio ebbe il potere di riconoscere o di scegliere gli eredi di pretendenti al trono. Nel 1440 hanno detronizzato re Eric III. Il Consiglio del Regno ha scelto talvolta anche i propri leader, come reggenti, tra gli altri Sigurd Jonsson (Stjerne) a Sudreim. Questo potere aristocratico durò fino alla riforma Protestante, quando il re nel 1536 illegalmente abolì il Consiglio. Questo ha rimosso quasi tutto il fondamento politico della nobiltà, e quando la monarchia assoluta è stata introdotta nel 1660 la vecchia nobiltà era praticamente scomparsa dalle istituzioni di governo.
Dopo il 1537 la vecchia nobiltà fu gradualmente sostituita da una nuova. Si trattava da un lato di famiglie nobili medievali danesi che si trasferiscono e stabiliscono in Norvegia, che rappresentano una nuova era nel Regno, e d'altra parte di persone che erano state da poco elevate a rango nobiliare. Elementi dominanti della nuova nobiltà erano la nobiltà ufficio (in norvegese: embetsadel), cioè delle persone che in quanto tenutarie alte cariche civili o militari, hanno ricevuto lo status nobiliare per se stessi, le loro mogli e figli, e in alcuni casi anche per i discendenti per patrilinearità, e la nobiltà di lettera (in norvegese: brevadel), particolarmente importante nel XVIII secolo, cioè delle persone che per i loro successi militari, artistici o per donazioni in denaro hanno ricevuto lettere patenti.
La Costituzione della Norvegia del 1814, che era stata fondata nello spirito dei principi della Rivoluzione francese e fortemente ispirata dalla Costituzione degli Stati Uniti, ha proibito la creazione di nuova nobiltà, come Contee, Baronie, tenute di famiglia e Entail. Nel 1821 la Legge sulla Nobiltà norvegese ha avviato una estesa abolizione di tutti i titoli nobiliari e i privilegi, un processo in cui ai portatori di interessi fu permesso di mantenere il loro status di nobile e tutti i titoli, nonché alcuni privilegi per il resto della loro vita. Molti norvegesi che hanno lo status di nobile in Norvegia lo avevano anche in Danimarca e così rimasero ufficialmente nobili. Ancora oggi molti discendenti patrilineari di queste famiglie godono di un riconoscimento ufficiale da parte del governo danese e sono, così, inclusi nel Danmarks Adels Aarbog (Annuario della Nobiltà Danese), pubblicato dall'Associazione della nobiltà danese.
Anche se ufficialmente i privilegi concessi sono stati aboliti e il riconoscimento ufficiale dei titoli è stato rimosso, diverse famiglie hanno mantenuto un profilo aristocratico, ad esempio in base alle loro proprietà e per il matrimonio con altre persone della nobiltà, e portano ancora il loro nome ereditato e lo stemma nobiliare. Dopo il 1821 e fino alla seconda guerra mondiale i membri di queste famiglie hanno continuato a svolgere un ruolo significativo nella vita politica e sociale del paese. Oggi questa classe sociale ha un ruolo marginale nella comunità, culturalmente, socialmente e politicamente. Una manciata di famiglie, come i Løvenskiold, Treschow, e Wedel-Jarlsberg, sono ancora in possesso di una notevole ricchezza.